# Saʿda

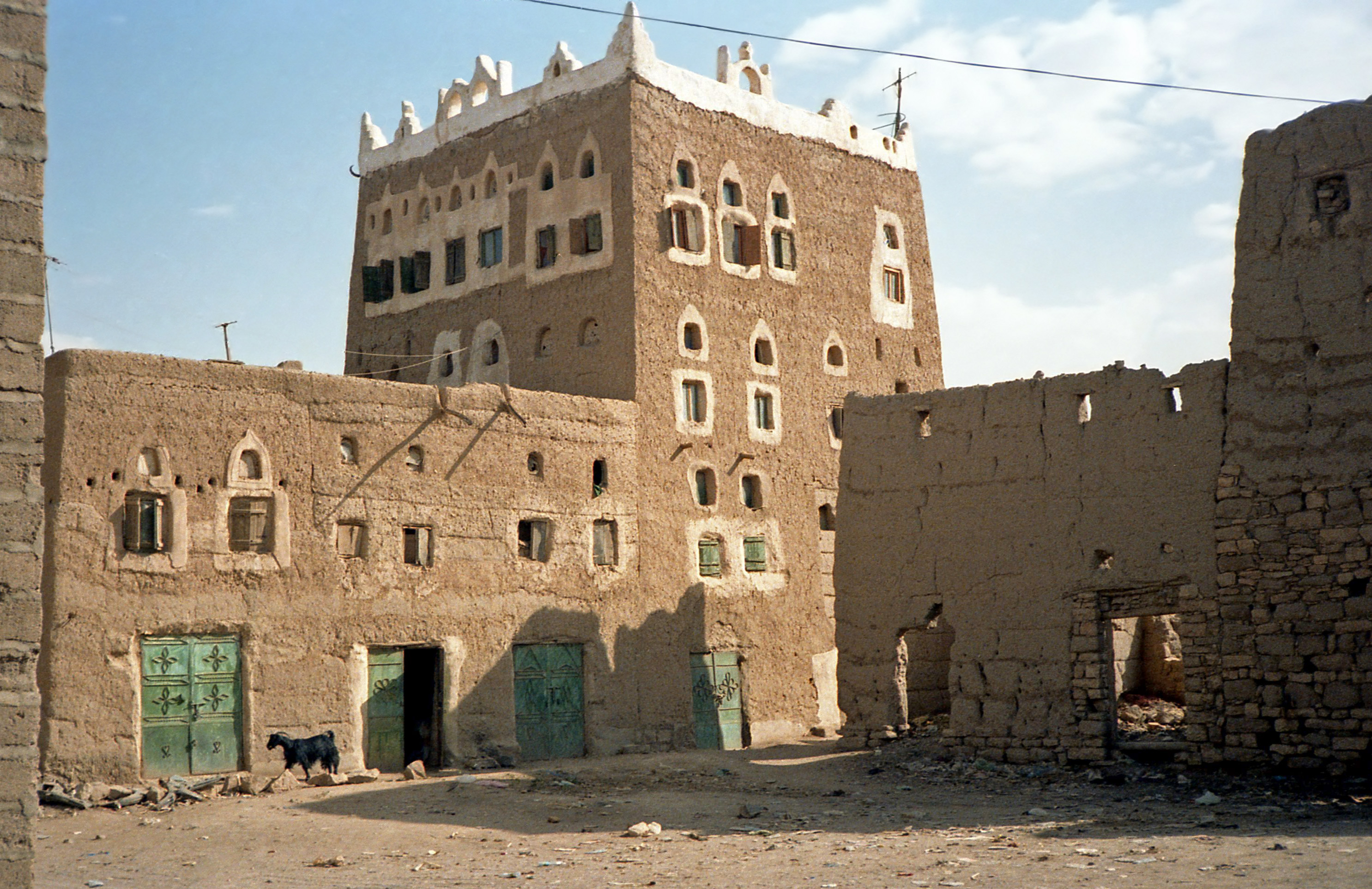
Typisches Lehmbauhaus

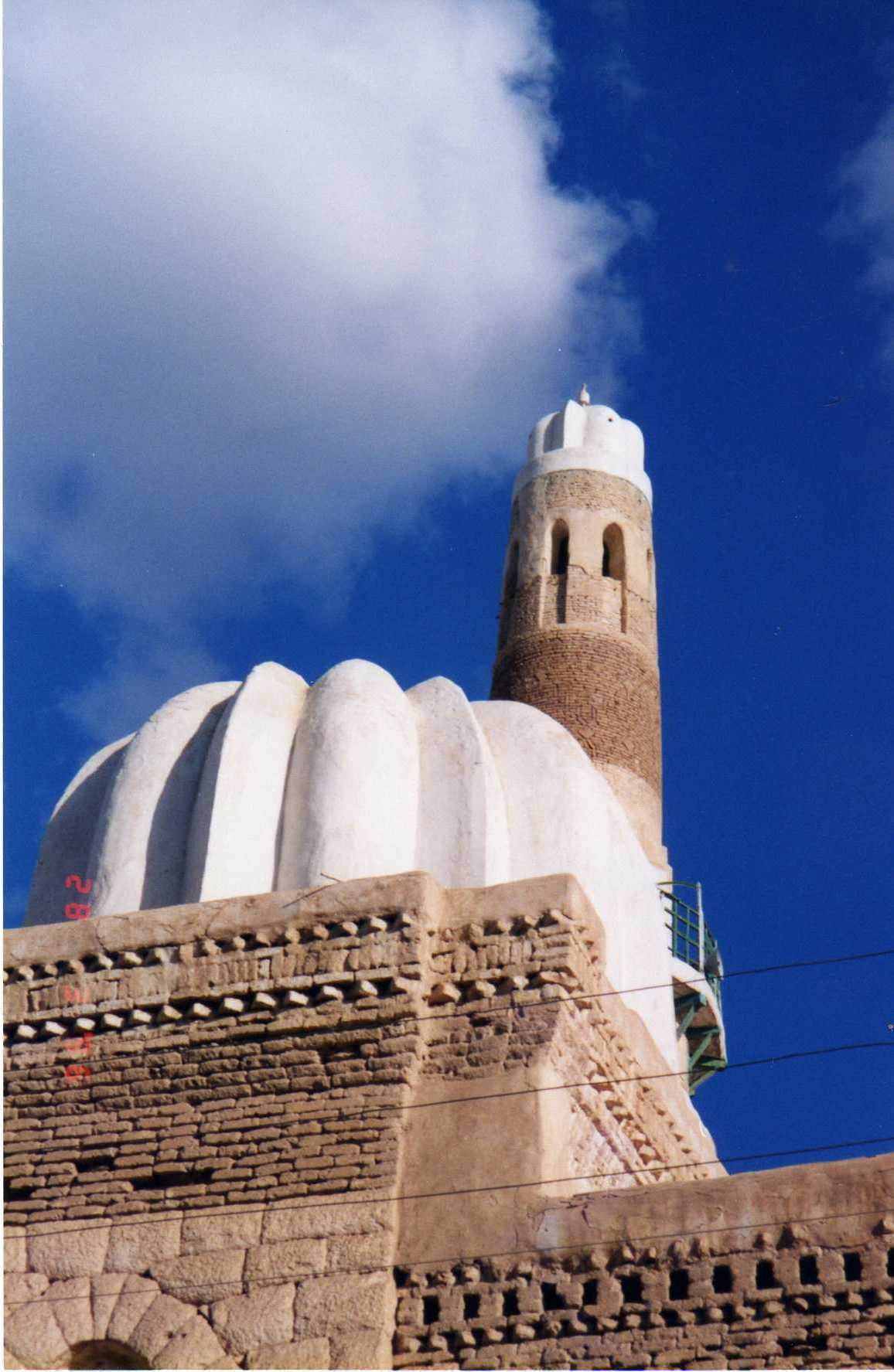
Moschee

Saʿda (arabisch صعدة, DMG Ṣaʿda), auch Şa'dah, Sadah, Saada, ist die Hauptstadt des Gouvernements Saʿda im Nordwesten des Jemen. Saʿda liegt in einer Höhe von rund 1870 Metern.

## Geschichte
Zur Zeit der Herrschaft der Zaiditen war Saʿda seit 860 Hauptstadt, 1918 wurde die Residenz jedoch nach Sanaa verlegt, wo seit dem 17. Jahrhundert wiederholt osmanische Gouverneure residiert hatten.
Saʿda hat eine lange Tradition als Zentrum und Warenumschlagsplatz im nördlichen Jemen und für die Warenausfuhr nach Saudi-Arabien. Die Karawanenwege der Weihrauchstraße führten durch die Ortschaft. Um die mittelalterliche, aus Stampflehm aufgebaute Stadt herum, wächst eine betriebsame Neustadt mit für arabische Verhältnisse typischen Straßenzügen von garagenähnlichen Werkstätten und Verkaufsläden.
Zwischen dem 17. Jahrhundert und der Auswanderung der meisten jemenitischen Juden im 20. Jahrhundert nach Israel lässt sich ein besonderer jüdischer Einfluss auf den Jemen und im gleichen Maß auf Saʿda verankern. Als Kaufleute und Handwerker verliehen die Juden der Wirtschaft (insbesondere im Silberschmiedehandwerk) der Stadt einen nachhaltigen Aufschwung. Heute bestimmen die Stämme der Umgebung die Geschicke der Stadt.
Seit 2004 finden in Saʿda immer wieder Aufstände statt.
Während der Militärintervention im Jemen seit 2015 wurde die in der World Heritage Tentative List des Jemen geführte Altstadt von Saʿda nach UNESCO-Angaben beschädigt. Luftangriffe einer saudi-arabisch geführten und von den USA und Großbritannien unterstützten Militärallianz beschädigten im Mai 2015 die 1200 Jahre alte Imam-al-Hadi-Moschee schwer, bekannt als ältester Sitz für schiitische Bildung auf der arabischen Halbinsel und gleichzeitig drittälteste Moschee im Jemen.

## Stadtbild
Die alte Stadtmauer aus dem 16. Jahrhundert ist 5 km lang, bis zu 10 m hoch und 3 m breit und umschließt den historischen Altstadtkern. Stadttore (darunter das Bab Nadschran) und gelegentliche Wachtürme, unterbrechen das Bollwerk.
Die Altstadthäuser warten mit bis zu vier Geschossen hohen, dicht nebeneinander stehenden, Gebäuden auf. Die Lehmbauweise erforderte aus statischen Gründen, dass sich die Häuser nach oben hin verjüngen.

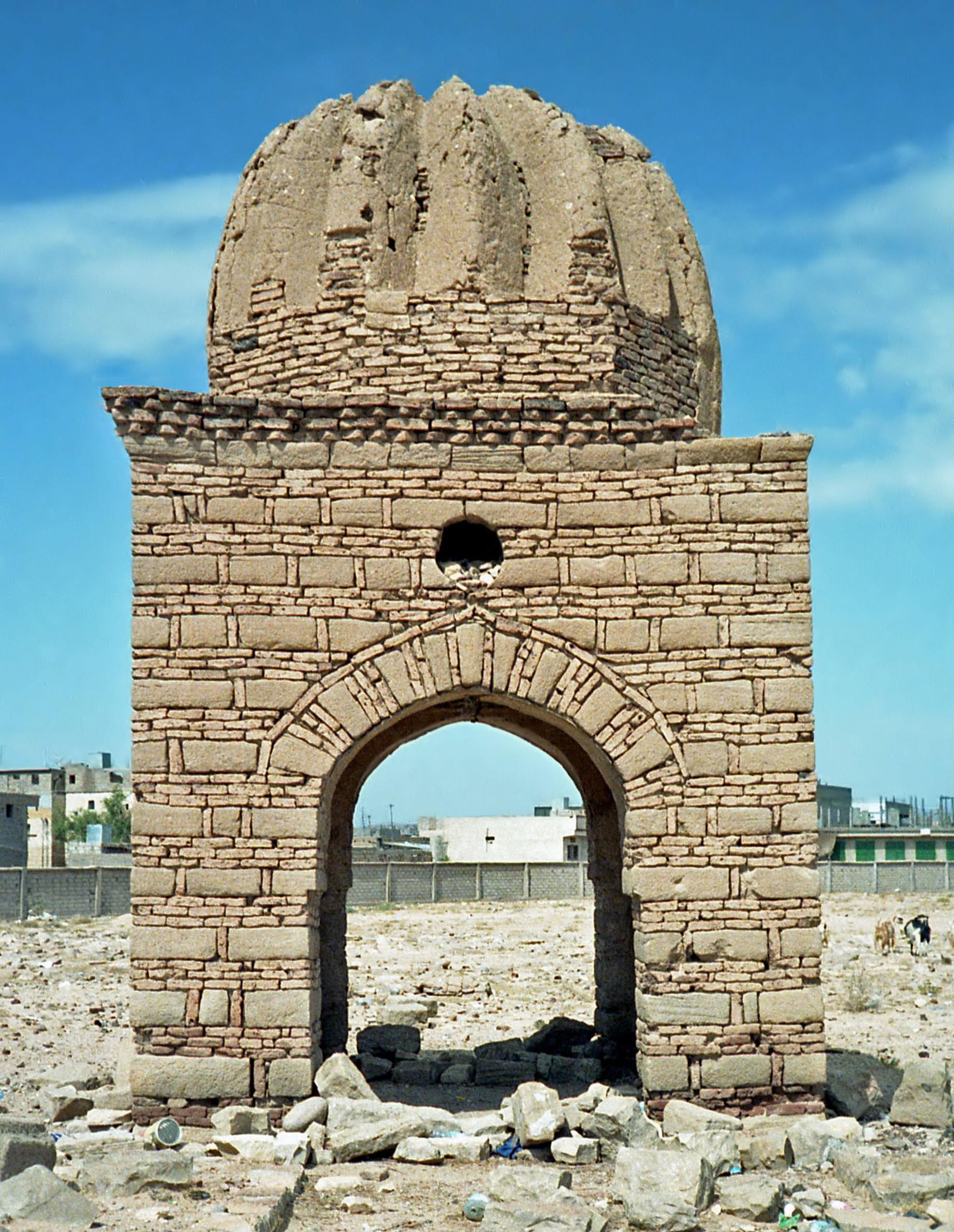
Aus Steinen und Ziegeln gemauerter Grabbau (Qubba) auf dem Friedhof

Weitere Sehenswürdigkeiten sind die Hadi-Moschee und ein alt-zayiditischer Friedhof. Am höchsten Punkt der Stadt liegt der Qasr al-Imam, wo das Eisenerz zur Herstellung der bekannten Krummdolche (Dschambiya) gewonnen wird.
Sonntags findet Wochenmarkt statt. Von Teppichen, über Silberhandwerk bis hin zu elektronischen Gerätschaften finden sich viele Handelswaren.
Saʿda ist eine von fünf Städten im Jemen auf der vorläufigen UNESCO-Welterbe-Tentativliste.

## Umgebung
Unweit der Stadt, bequem zu Fuß erreichbar, finden sich bei Araqiya, Petroglyphen aus prähistorischer Zeit. Ähnliche Funde macht man etwa 15 km entfernt in Al Khazain. Dort gibt es auch Felsengräber.
Zirka 25 km nördlich finden sich die Sandstein-Erosionsschluchten von Umm Laila (Mutter der Nacht). Landschaftliche Faszination wartet in diesem nahezu menschenleeren Flecken auf.
Luftaufnahmen der Stadt lassen bis heute dunkle Schlacken und Halden mittelalterlicher Eisenerzverhüttung in Saʿda erkennen.

## Verkehr
Der Flughafen Saʿda liegt wenige Kilometer nordwestlich der Stadt. Er wurde während der Militärintervention im Jahr 2015 zerstört.

## Söhne und Töchter der Stadt
- Yisrael Yeshayahu-Sharabi (1908–1979), israelischer Politiker